# ألكويلك
ألكويلك هي بلدة في مقاطعة يكباغ في ولاية قشقداريا في أوزبكستان.